# ロザリンデ (小惑星)
ロザリンデ (900 Rosalinde) は小惑星帯に位置する小惑星である。ハイデルベルクのケーニッヒシュトゥール天文台でマックス・ヴォルフによって発見された。
ヨハン・シュトラウス2世が作曲したオペレッタ『こうもり』の登場人物にちなんで命名された。